# Culter
Culter , en diminutiu cultellus (en anglès coulter, en alemany del sud, das kolter, en francès, couteau) era el nom que es donava a un ganivet que només estava esmolat d'un costat que formava una línia recta. Acabava en punta i la part no esmolada era corbada.
S'usava generalment per matar els animals a casa o de cacera, i també pels sacrificis d'animals als altars dels déus, segons diuen Titus Livi i altres autors. Marc Terenci Varró parla d'una expressió: bovem ad cultrum emere, comprar un bou per matar-lo, on el significat de culter és el mateix que sacrificar.
Pel que sembla, el culter es protegia amb una beina. El sacerdot que feia el sacrifici no matava personalment les víctimes. Hi havia un ajudant especial, anomenat popa (sacrificador) o cultrarius, segons diu Suetoni.
Culter designava també diversos tipus d'objectes tallants, com ara les navalles d'afaitar i els ganivets de cuina, de mida més petita, i que sempre es designaven amb un qualificatiu: culter tonsorius, culter coquinaris. Els ganivets usats per la fruita s'anomenaven cultellus, i acostumaven a ser d'os o de vori. Plini el Vell també diu que la paraula culter s'aplicava a la part esmolada i punxeguda de l'arada.